# 소치겔
소치겔 카툰(Сочигэл хатан, 速赤格勒 合敦)은 카마그 몽골의 보르지긴 씨족의 부족장 예수게이의 첫 번째 아내 혹은 첩이었다. 칭기즈 칸의 이복 형 벡테르, 벨구테이의 생모였다. 1178년 혹은 1179년 보르지긴을 습격한 메르키트족에 끌려갔으나 이후 귀환하지 않았다. 실종되었다는 설과 산으로 도망쳤다는 설이 있다.
메르키트인 카타이 다르마랄의 아내가 되었다. 1179년 혹은 1184년 테무진 군대가 메르키트를 점령했으나 그는 테무진 진영에 되돌아가기를 거절했다. 이후의 행적은 미상이다. 라시드 웃딘에 의하면 그녀는 메르키트부 출신이라 한다.

## 생애
소치겔의 친정과 생년월일은 기록이 없다. 초기 생애에 대란 기록도 나타나지 않는다. 몽골 황금사에는 소치겔 카툰으로 나오며, 몽골비사에는 그녀의 이름이 언급되지 않는다. 몽골원류의 태조기에는 타카시 카툰(塔合失 合敦)으로 타온다. 황금사강(黄金史纲)에는 만합랄 카툰(满合剌, Мангхуралын хатан)으로, 라시드 웃딘의 페르시아어 사서 집사에는 메르키트 카툰으로 기록되어 있다. 라시드웃딘에 의하면 그는 메르키트부 출신이 된다.
예수게이의 첫 번째 아내였다. 그러나 첩이라는 설도 있다. 그가 어떤 이유로 예수게이가 나중에 데려온 호엘룬보다 서열이 뒤로 밀리게 되었는가도 기록이 없다. 칭기즈 칸이 대칸이 되었기에 뒤에 호엘룬의 다음으로 서열이 내려갔다는 설도 있다.
예수게이에게서 벡테르, 벨구테이 두 아들을 얻었다. 벡테르는 1170년대에 테무진, 주치 카사르 형제와 갈등하다가 살해당하여 벨구테이만 남았다.
1171년 예수게이가 타타르족의 영토에 갔다가 중독, 후유증으로 죽자 그의 추종자들은 타이치우드씨족의 타르구타이 쿠릴투그의 진영에 귀순, 소치겔, 호엘룬과 그들의 아이들은 버리고 집에서 쫓아내고 모든 가축을 몰고 갔다 한다. 다른 설에 의하면 보르지긴의 새로운 지도자가 된 타르구타이로부터 외면당했는데, 테무진이 벡테르를 살해한 일을 계기로 벨구테이, 호엘룬, 테무진 형제 등과 소수의 추종자들과 함께 보르지긴의 영토, 무리에서 추방당했다. 수년 동안 아이들과 함께 극심한 빈곤 속에 살았고, 대초원을 떠돌며 뿌리, 사냥감, 물고기를 먹고 떠돌아다녔다.
1178년 혹은 1179년 예수게이가 호엘룬을 납치한 일로 앙심을 품은 메르키트부가 300명의 병사를 이끌고, 유숙하던 테무진 일행을 공격, 그녀는 호엘룬, 보르테 카툰 등과 함께 메르기트에게 포로로 잡혔다. 이는 예수게이와 그의 형제가 칠레두의 약혼자 호엘룬을 납치한 데 대한 보복이었다. 카타이 다르마랄(合阿台 答儿麻剌)의 처로 주어졌다.
1179년 또는 1184년, 테무진 군대와 토그릴 옹 칸, 자무카 군대가 메르키트를 공격하는 동안 아들 벨구타이를 마주할 면목이 없다고 느껴 숲속으로 도망쳤다. 일설에는 테무진 일행이 메르키트를 정복하고 메르키트 일부가 피신했을 때, 그녀가 테무진 일행에게 되돌아가는 것을 거절하고 산으로 도주했다는 설도 있다. 이후 기록에 나타나지 않는다. 아들 벨구테이는 그녀의 행동에 분노하여, 사로잡힌 메르키트인 중 습격을 감행한 모든 전사들을 죽이라고 명령하고 그들의 아내와 딸들을 빼앗아 첩이나 하녀로 만들게 했다.
쿠빌라이 카안이 원나라를 건국한 이후에도 그녀에게 시호, 존호는 추존되지 않았다.

## 관련 항목
- 호엘룬
- 벨구테이
- 벡테르
- 메르키트